# خان الكتان
خان الكتان أحد خانات حلب، وهو خان قديم، يقع جنوب خان الوزير، وكان يعرف بخان السيده، وهو الآن مقر القنصلية البلجيكية.